# Edward Byers

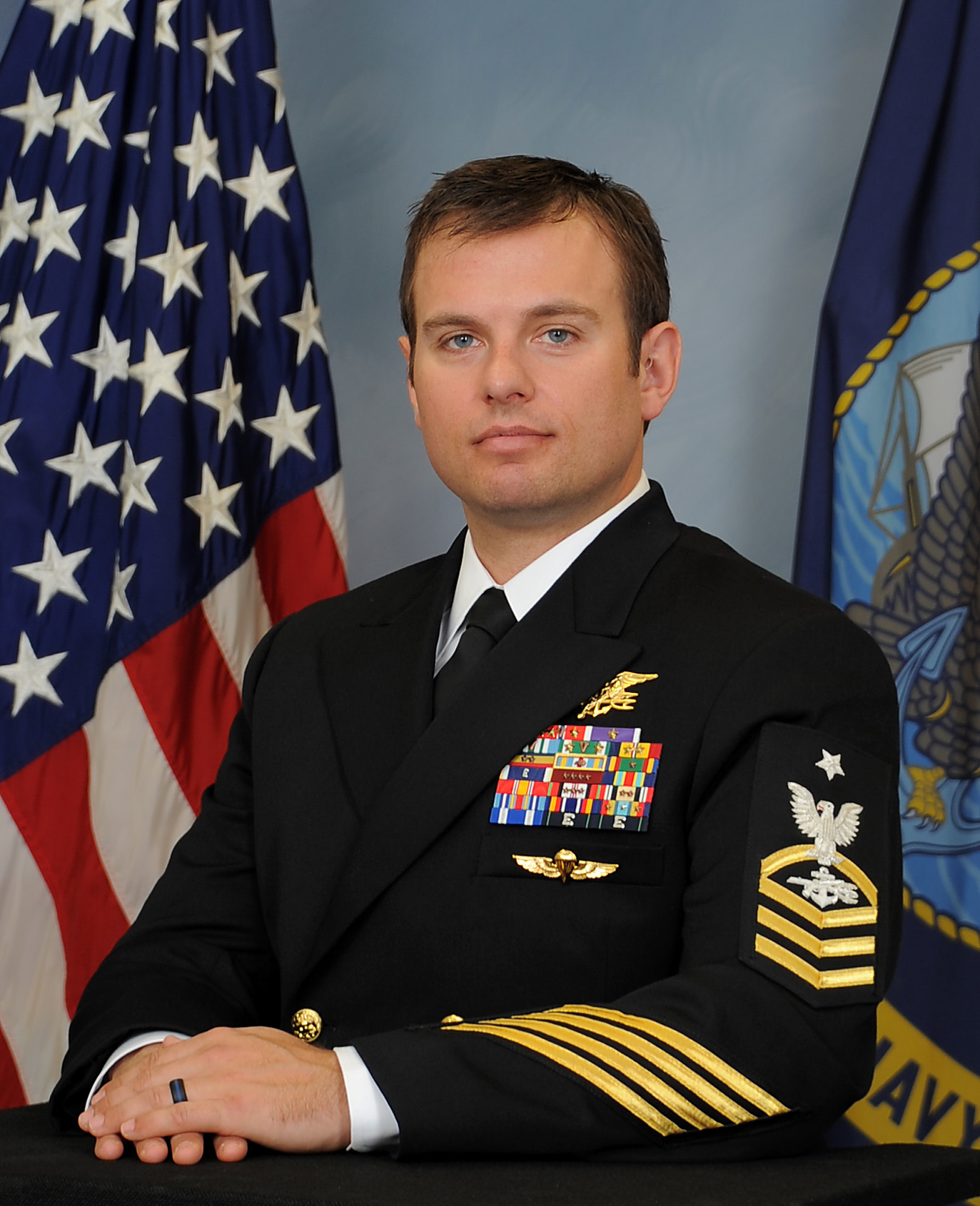
Edward Byers (2016)

Edward C. Byers Jr. (* 4. August 1979 in Toledo, Ohio) ist ein Portepeeunteroffizier a. D. (Command Master Chief Petty Officer (ret.)) der United States Navy, ehemaliger Navy SEAL und Medal-of-Honor-Träger.

## Biographie
Edward Byers trat im September 1998 der United States Navy bei. Seit 2011 war er an Einsätzen der Navy im Irak und in Afghanistan beteiligt. Am 5. Dezember 2012 wurde der amerikanische Arzt Dilip Joseph zusammen mit seinem Übersetzer und Fahrer von Geiselnehmern gefangen genommen. Bei der Befreiung der Geiseln betrat zuerst Petty Officer 1st Class Nicolas Checque das entsprechende Gebäude und wurde dabei von den Geiselnehmern erschossen. Als Zweiter betrat Edward Byers das Gebäude und schützte Dilip Joseph vor Schüssen, während er gleichzeitig die Geiselnehmer bekämpfte. Für seinen Einsatz wurde Edward Byers am 29. Februar 2016 von Präsident Barack Obama mit der Medal of Honor ausgezeichnet.

### Privatleben
Edward Byers ist verheiratet und Vater einer Tochter.